# Staurotypus triporcatus
Staurotypus triporcatus es una especie de tortuga de la familia Kinosternidae. Se encuentra en México y en América Central.
Entre los nombre comunes se le denomina guao (Tabasco, México), tres lomos o tres quillas.

## Distribución
- México: Campeche, Chiapas, Yucatán, Quintana Roo, Tabasco y Veracruz
- Belice
- Guatemala
- Honduras

## Descripción
Por lo general son mucho más grandes que otras especies de tortuga de pantano, el tamaño puede alcanzar hasta 45cm (17 pulgadas) de longitud de caparazón, siendo los machos mucho más pequeños que las hembras. Por lo general son de color café, negro, o verde, con un amarillo inferior. Su caparazón se distingue por tener tres quillas distintas.

## Alimentación
Son carnívoras, comen diferentes tipos de invertebrados, peces y carroña.